# Santuario di Lluc
Il santuario di Lluc (Santuari de Santa Maria de Lluc in catalano, Monasterio de Lluc in castigliano) è un santuario mariano situato in comune di Escorca, nell'Isola di Maiorca.

## Leggenda
Secondo una leggenda un pastore e un monaco trovarono l'immagine della Madonna in una pietraia nei pressi del torrente  che passa accanto all'attuale sacrestia del santuario. Quello stesso giorno la trasferirono in un oratorio a Sant Pere d'Escorca (in castigliano San Pedro de Escorca), che a quel tempo era sede della parrocchia. Quando il giorno successivo gli abitanti della comarca vi si recarono per venerarla la statua era scomparsa, e venne in seguito ritrovata a fianco del torrente dove era stata rinvenuta per la prima volta. Il trasferimento, la sparizione e il successivo ritrovamento si ripeterono altre due volte, dopodiché gli abitanti della zona costruirono un piccolo oratorio a Lluc per venerare l'immagine sul posto.

## Storia

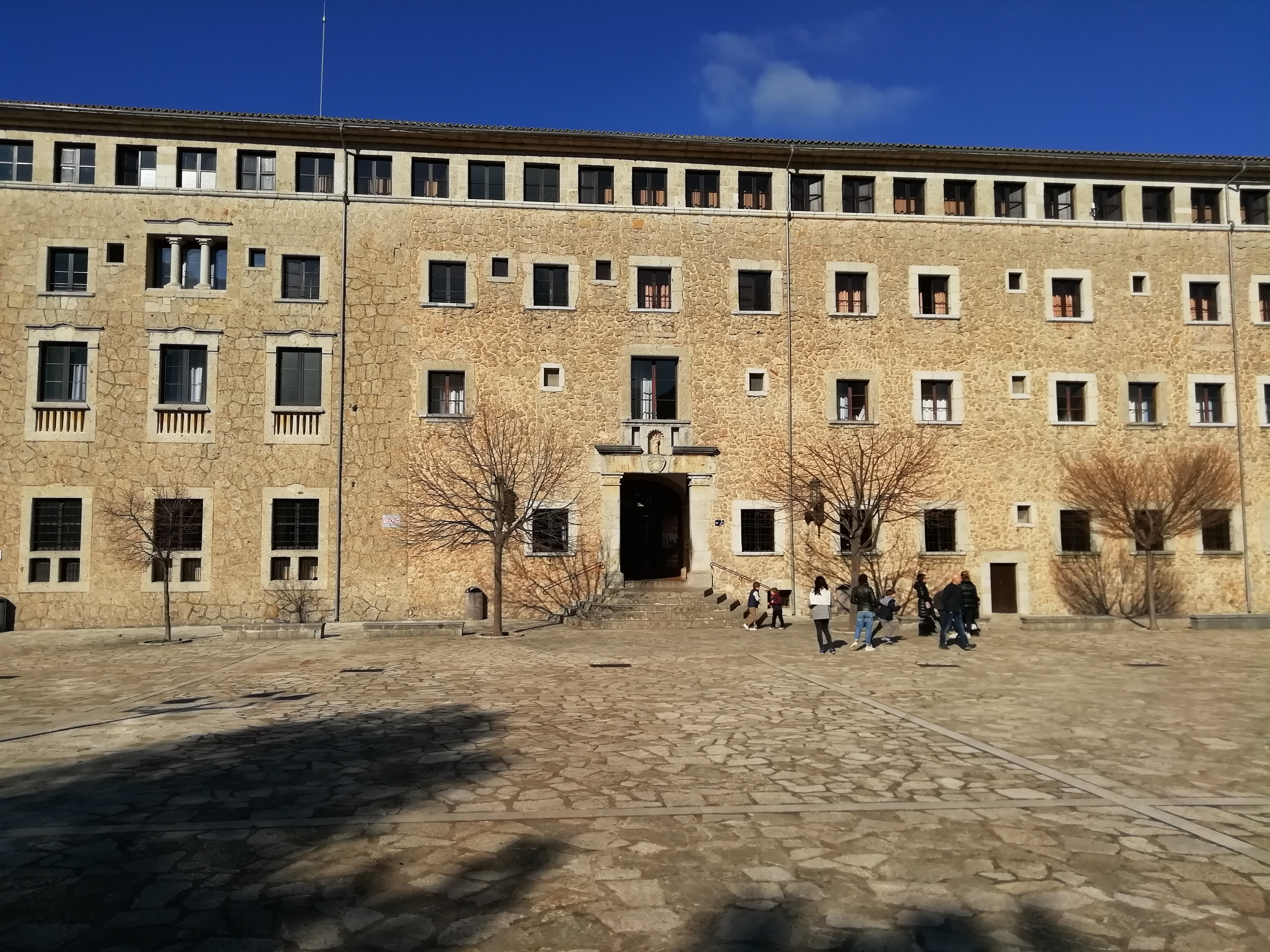
Facciata principale del santuario.

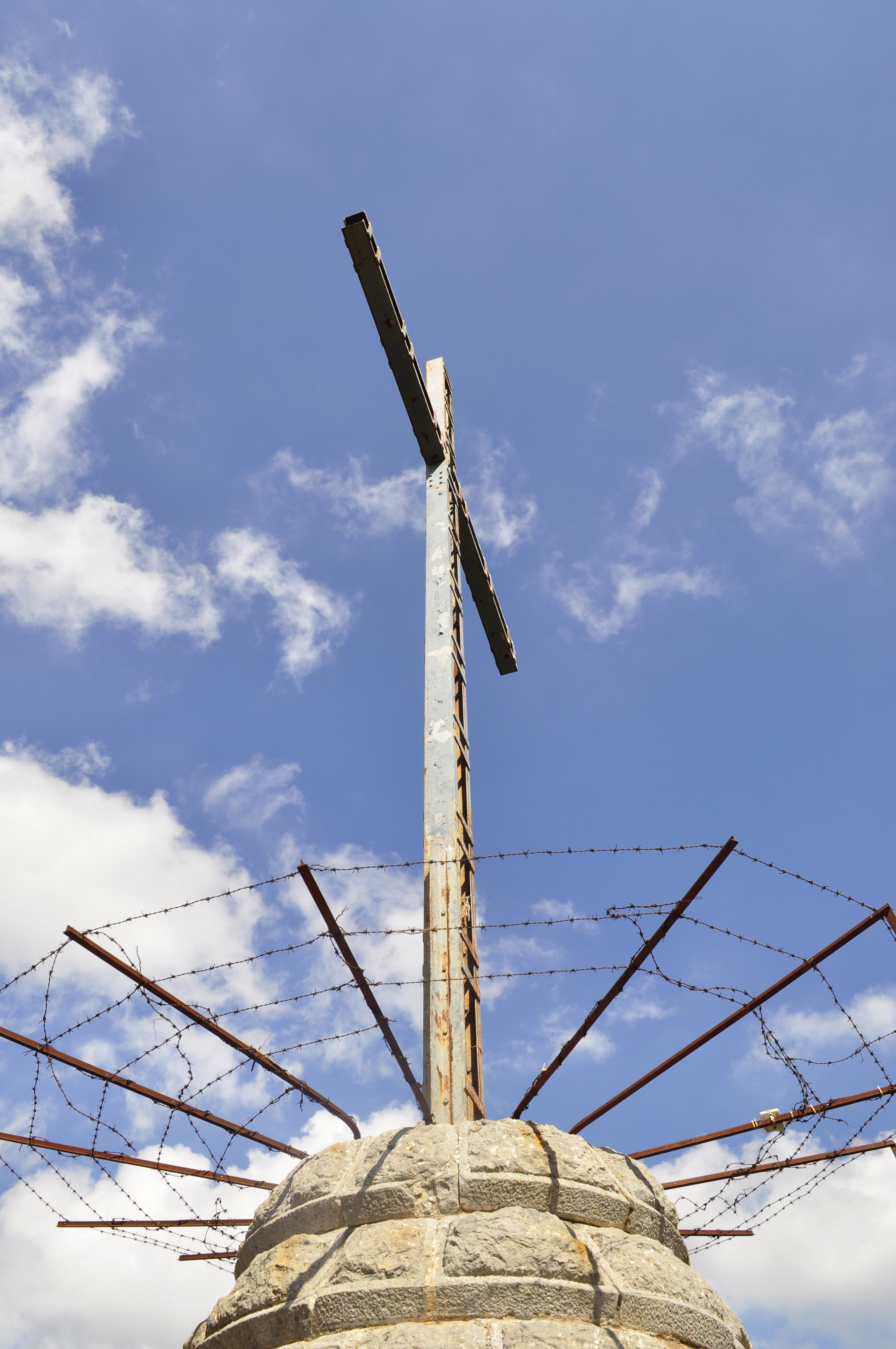
La croce monumentale nei pressi del santuario.

Le prime notizie sulla costruzione di una cappella a Lluc risalgono all'anno 1268 ma il luogo probabilmente era considerato sacro anche in precedenza. Reperti dell'età del bronzo e dell'età del ferro trovati attorno al monastero stanno a dimostrare che la zona fu stata abitata già in epoca protostorica. Nei dintorni si trova inoltre un gruppo di grotte frequentate durante la preistoria e note in maiorchino come  Ses Cometes des Morts, all'interno delle quali sono stati rinvenuti resti umani in sarcofagi di legno, oggi conservati nel museo del santuario.
Durante la epoca islamica la zona montuosa dove sorge il santuario apparteneva ad Al-Yibal, e grazie al terreno impervio riuscì a resistere all'assedio delle truppe cristiane fino al 1232. Dopo la sconfitta islamica il re Giacomo I d'Aragona ripartì i territori dell'isola concedendo le terre della zona di Lluc all'ordine del Tempio come ringraziamento della sua partecipazione alla conquista aragonese di Maiorca.  I templari in cambio di un tributo annuale concedevano agli agricoltori locali la possibilità di coltivare i terreni, conservando così un controllo diretto del territorio. Nel 1314 con la dissoluzione dell'ordine dei Templari le loro proprietà a Lluc passarono all'Ordine di Malta.
Nel 1707 Carlo VI d'Asburgo concesse al monastero di Lluc il titolo di "Capilla Real". Nel 1962 il papa Giovanni XXIII dichiarò  basilica minore la chiesa del monastero,, dove è custodita la statua miracolosa. A partire dalla fine del XIX secolo la gestione del santuario  è affidata alla Congregazione dei Sacri Cuori.
La Vergine di Lluc è conosciuta popolarmente come "La Moreneta" (La Brunetta). In Spagna esistono altre statue della Madonna Nera conosciute con il soprannome di "morenita" o "moreneta", como la Vergine di Montserrat (Barcellona) o la Vergine della Candelaria (Tenerife).

## Marcha del Güell a Lluc a pie
Tutti gli anni, a partire dal 1974, il santuario è raggiunto da un raduno di massa chiamato Marcha des Güell a Lluc a peu, al quale partecipano più di 50 000 persone che percorrono a piedi i più di 40 km che separano da Palma dal monastero.